# Jan III Keldermans
Jan Keldermans III was een 15e-eeuws Mechels beeldhouwer en architect. Hij was waarschijnlijk een zoon van Jan II Keldermans uit het bekende bouwmeestersgeslacht Keldermans. Hij werkte voornamelijk samen met zijn vader. Zelf is hij vermeld in verband met het Stadhuis van Gouda (1450), de Oudekerktoren van Delft (1452) en het Stadhuis van Middelburg (1457). 